# Yuri Chuliukin
Yuri Stepánovich Chuliukin (en ruso: Юрий Степанович Чулюкин; Moscú, Unión Soviética, 9 de noviembre de 1929 – Maputo, Mozambique, 7 de marzo de 1987) fue un director de cine, guionista, actor y compositor soviético, conocido por sus películas de comedia. Fue nombrado Artista del Pueblo de la RSFS de Rusia en 1979.

## Biografía
Yuri Chuliukin nació en Moscú, hijo de un director del Teatro Bolshoi. Su madre estudió con el famoso actor Mijaíl Astangov (nacido Ruzhnikov), Chuliukin tenía un parecido sorprendente con él lo que dio lugar a especulaciones dentro de los círculos artísticos; según su primera esposa, Natalia Kustinskaya, este tema era tabú dentro de su familia.

«Dijeron que Yura no es hijo de Stepan Chuliukin. No lo sé, pero Yura era muy parecido al famoso actor Mijaíl Astangov, con quien mi suegra estudió en el Instituto Ruso de Arte Teatral GITIS. Un día, Yura y yo entramos en la tienda Armenia del bulevar Tverskoy y conocimos a Mijaíl Fedorovich. Chuliukin se quedó paralizado y lo miró durante mucho, mucho tiempo. ¡Una cara! Pero Yura y mi suegra nunca me hablaron de este tema, estaba cerrado...»

Estudió arte en el Teatro Infantil Central y dirigió el teatro amateur de la Fábrica de Equipos Cinematográficos de Moscú. En 1956 se graduó en la Universidad Panrusa Guerásimov de Cinematografía (VGIK), donde estudió dirección cinematográfica con Grigori Aleksandrov y Mijaíl Chiaureli; después trabajó brevemente en televisión donde realizó alrededor de tres docenas de documentales.
En 1958 comenzó a trabajar en Mosfilm y al año siguiente (1959) dirigió su primer largometraje de comedia Неподдающиеся (Inquebrantable), que se convirtió en uno de los líderes de taquilla de 1959 (décimo lugar con 31,8 millones de espectadores) y ganó el premio principal en el Festival de Cine de toda la Unión de 1960. En su siguiente comedia, Muchachas, que tuvo un éxito aún mayor: con 34,8 millones de espectadores se convirtió en la quinta película soviética más popular de 1961; por este papel, la actriz protagonista Nadezhda Rumyantseva fue nombrada mejor actriz en el Festival Internacional de Cine de Mar del Plata de 1962.
En 1966 dirigió su tercera comedia, «Королевская регата» (Royal Regatta), que contó con su esposa Natalia Kustinskaya en el papel principal, pero no tuvo tanto éxito como sus trabajos anteriores; ella lo dejó poco después. Con el tiempo, pasó a dirigir películas infantiles y bélicas, trabajando extensamente como guionista, además de director y director artístico. Participó en la creación de varias películas en Osetia del Norte sobre la base de la Compañía Estatal de Radio y Televisión «Alania» ("La vida que se convirtió en leyenda", "Incendios en las torres", "Orgullo masculino" y otros), en ese momento el centro de toda la producción cinematográfica en el Cáucaso Norte. También enseñó en VGIK desde 1982 y fue miembro del Partido Comunista de la Unión Soviética (PCUS) desde 1956.
Falleció en Maputo (Mozambique) el 7 de marzo de 1987, donde participaba en la semana del cine soviético. Las circunstancias que rodearon su muerte aún se desconocen. Según la versión oficial, cayó accidentalmente en el hueco del ascensor del hotel donde se alojaba. Sin embargo, años más tarde la actriz de «Las chicas», Inna Makarova, mencionó que la causa de su muerte no fue accidental: «En el hotel cerca del ascensor, defendió a la actriz soviética Irina Shevchuk (participante de la Semana del Cine Soviético, que fue objeto de acoso por parte de algunos hombres). ¡Creo que no hubo ninguna investigación por razones políticas!»
Chuliukin fue enterrado en Moscú en el cementerio de Kúntsevo.

## Vida personal
Su primera esposa (1957-1966) fue la actriz Natalia Kustinskaya. No tuvieron hijos, aunque, según la actriz, ambos los esperaban con ansias. Hubo un tiempo en que estuvo embarazada, pero perdió a su hijo después de que la actriz Marianna Strizhenova le montara una escena de celos: después de que alguien difundiera el rumor de que Kustinskaya era la amante de su marido Oleg Strizhenova. Su segunda esposa fue la también actriz Ludmila Chuliukina (de soltera Smirnova).

## Filmografía parcial
| 1955 | Humo en el bosque         | Дым в лесу           | Sí |    |    | codirigida con Yevgeni Karelov             |
| 1959 | Inquebrantable            | Неподдающиеся        | Sí |    |    |                                            |
| 1961 | Muchachas o Las chicas    | Девчата              | Sí |    |    |                                            |
| 1962 | Gente de negocios         | Деловые люди         |    |    | Sí | actor, no acreditado (Peabody el empleado) |
| 1965 | Dos                       | Двое                 |    | Sí |    |                                            |
| 1966 | Royal Regatta             | Королевская регата   | Sí |    |    |                                            |
| 1967 | Dubravka                  | Дубравка             |    | Sí |    |                                            |
| 1969 | De camino a Berlín        | На пути в Берлин     |    | Sí |    |                                            |
| 1975 | La patria de los soldados | Родины солдат        | Sí | Sí |    |                                            |
| 1977 | Y tuvimos silencio        | А у нас была тишина  |    |    | Sí | Mijaíl Ilich, el marido de Anna            |
| 1986 | Como ser feliz            | Как стать счастливым | Sí | Sí |    |                                            |

## Premios y condecoraciones
A lo largo de su carrera fue galardonado con los siguientes premios y condecoraciones
- Premio principal del Festival de Cine de Minsk por «Inquebrantable» (1960)
- Diploma honorífico en el Festival de Cine Juvenil de Cannes por «Muchachas» (1966)
- Medalla de plata que lleva el nombre de Aleksandr Dovzhenko por «La patria de los soldados» (1976)
- Premio del XII Festival de Cine de toda la Unión en Asjabad por la película «Hablemos, hermano» (1976)
- Artista de Honor de la RSFS de Rusia (28 de marzo de 1974)
- Artista del Pueblo de la RSFS de Rusia (21 de diciembre de 1979)
- Premio Lenin Komsomol (1979): por la realización de largometrajes sobre la juventud y temas heroico-patrióticos.
- Premio Estatal de la RSFS de Rusia que lleva el nombre de Nadezhda Krúpskaya (1984), por la película «No quiero ser adulto» (1982)